# محافظة دينغيراي
دينغيراي هي محافظة غينية تقع في إقليم فرانه. عاصمتها دينغيراي. تبلغ مساحة المحافظة 7965 كيلومتر مربع ويبلغ عدد سكانها 195662 نسمة.

## المحافظات الفرعية
تنقسم المحافظة إدارياً إلى 8 محافظات فرعية :

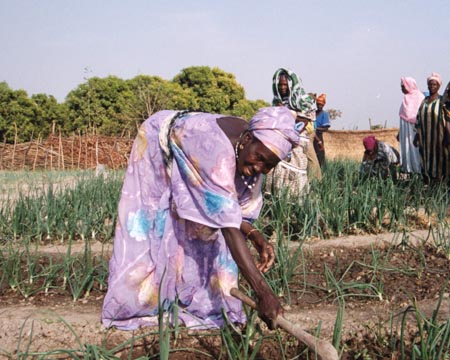
تعاونية المزارعين في تينكيسو، دينغيراي

1. مركز دينغيراي
2. بنورا
3. ديالاكورو
4. ديتفيري
5. غانياكالي
6. كالينكو
7. لنسانيا
8. سلوما